# Carex genkaiensis
Carex genkaiensis är en halvgräsart som beskrevs av Jisaburo Ohwi. Carex genkaiensis ingår i släktet starrar, och familjen halvgräs. Inga underarter finns listade i Catalogue of Life.